# Va' pensiero (programma televisivo)
Va' pensiero è stato un programma televisivo italiano in onda sui Rai 3 la domenica pomeriggio dal 1987 al 1989.

## Il programma
Il programma, ideato da Aldo Zappalà e condotto da Andrea Barbato, Galeazzo Benti e Oliviero Beha, per la regia di Patrizia Belli, era un contenitore della domenica pomeriggio privo di una struttura ben definita, senza pubblico e giochi a premi. Nel corso della trasmissione si susseguivano interviste ironiche, approfondimenti culturali e siparietti comici.
Barbato e Benti chiacchieravano con personaggi della cultura e della politica; Beha commentava le partite di calcio assieme ad alcuni ospiti; Piero Chiambretti intervistava gente comune che fingeva di interpretare il ruolo di VIP o parenti di VIP nella rubrica Il divano in piazza; Paolo Hendel dava vita a una serie di personaggi surreali nel suo Il minuto di religione; i disegnatori della rivista satirica Tango commentavano fatti di cronaca e attualità; Riccardo Pangallo proponeva, nella rubrica Lo spezzone, brani di film famosi ridoppiati in chiave comica.
Un caso divenne la sigla: la trasmissione si apriva con il coro del Nabucco di Giuseppe Verdi, cantato da personaggi famosi (tra cui Maurizio Costanzo, Luciano Lama, Ottaviano Del Turco, Simona Marchini, Cesare Musatti, Alberto Moravia, Susanna Agnelli, Pippo Baudo, Tina Anselmi, Zucchero, Gianni Morandi, Raffaella Carrà, Nicoletta Orsomando, Maria Giovanna Elmi, Franco Califano, Ruggero Orlando, Carla Fracci, Nilla Pizzi, Piero Badaloni, Enrica Bonaccorti, Gianni Minà, Lina Wertmüller, Tinto Brass, Fernanda Pivano,  Luciano De Crescenzo, Gigi Proietti, Giuliano Ferrara, il Trio, Enrico Montesano, Corrado Augias, Lilli Gruber,  Franco Carraro, Walter Veltroni, Andrea Giordana, Francesca Dellera, Serena Grandi).
Le sigle animate che anticipano le varie rubriche del programma, introducendo Piero Chiambretti, Galeazzo Benti e gli altri, erano realizzate da Luca Boschi.
In questo programma si possono vedere già espresse alcune idee che verranno poi riprese da trasmissioni come Quelli che il calcio.
L'idea comica era di "riproporre" in chiave clownesca i gol più importanti della giornata appena questi venivano realizzati sui vari campi con l'aiuto di due attori-mimi, Ugo e Marco Luly, finché per ragioni di sponsor non furono sostituiti da animazioni al computer.